# Vivienne Osborne
Vivienne Osborne, nata Vera Vivienne Spragg (Des Moines, 10 dicembre 1896 – Malibù, 10 giugno 1961), è stata un'attrice statunitense che iniziò la sua carriera cinematografica all'epoca del muto.

## Filmografia
- In Walked Mary, regia di George Archainbaud (1920)
- Love's Flame, regia di Carl Gregory (1920)
- The Restless Sex, regia di Leon D'Usseau, Robert Z. Leonard
- Mamma (Over the Hill to the Poorhouse), regia di Harry F. Millarde (1920)
- The Right Way
- Mother Eternal, regia di Ivan Abramson (1921)
- Cameron of the Royal Mounted, regia di Henry MacRae (1921)
- The Good Provider, regia di Frank Borzage  (1922)
- The Nightingale, regia di Arthur Hurley (1931)
- Masquerade, regia di Casey Robinson - cortometraggio (1931)
- Beloved Bachelor, regia di Lloyd Corrigan (1931)
- Husband's Holiday, regia di Robert Milton (1931)
- Two Kinds of Women, regia di William C. de Mille (1932)
- The Famous Ferguson Case, regia di Lloyd Bacon (1932)
- Two Seconds, regia di Mervyn LeRoy (1932)
- Week-End Marriage, regia di Thornton Freeland (1932)
- The Dark Horse, regia di Alfred E. Green (1932)
- L'angelo della vita (Life Begins), regia di James Flood e Elliott Nugent (1932)
- Men Are Such Fools
- Piroscafo di lusso (Luxury Liner), regia di Lothar Mendes (1933)
- Sailor Be Good, regia di James Cruze (1933)
- Il mistero della radio (The Phantom Broadcast), regia di Phil Rosen (1933)
- Supernatural, regia di Victor Halperin (1933)
- Tomorrow at Seven, regia di Ray Enright (1933)
- Orizzonti di fuoco (The Devil's in Love), regia di Wilhelm Dieterle (1933)
- Non più signore (o More Ladies), regia di Edward H. Griffith e, non accreditato, George Cukor (1935)
- Let's Sing Again, regia di Kurt Neumann (1936)
- Seguite il vostro cuore (Follow Your Heart), regia di Aubrey Scotto (1936)
- Wives Never Know, regia di Elliott Nugent (1936)
- Sinner Take All, regia di Errol Taggart (1936)
- Valzer champagne (Champagne Waltz), regia di A. Edward Sutherland  (1937)
- The Crime Nobody Saw, regia di Charles Barton (1937)
- She Asked for It, regia di Erle C. Kenton (1937)
- Piccolo porto (Primrose Path), regia di Gregory La Cava (1940)
- I ribelli dei sette mari (Captain Caution), regia di Richard Wallace
- Così non avrai da lamentarti (So You Won't Talk), regia di Edward Sedgwick (1940)
- I Accuse My Parents, regia di Sam Newfield (1944)
- Il castello di Dragonwyck (Dragonwyck), regia di Joseph L. Mankiewicz (1946)